# ترک‌آباد (اردکان)
ترک‌آباد، روستایی از توابع بخش مرکزی شهرستان اردکان در استان یزد ایران است.

## جمعیت
این روستا در دهستان محمدیه قرار دارد و براساس سرشماری مرکز آمار ایران در سال ۱۳۸۵، جمعیت آن ۲٬۶۵۶ نفر (۶۸۶خانوار) بوده‌است.